# Bupyeong-dong, Incheon
Bupyeong-dong (koreanska: 부평동) är en stadsdel i staden Incheon i Sydkorea, 24 km väster om huvudstaden Seoul. Den ligger i stadsdistriktet Bupyeong-gu.

## Indelning
Administrativt är Bupyeong-dong indelat i:
| Namn    | Namn                 | Yta km² | Invånare 31 dec 2020 |
| ------- | -------------------- | ------- | -------------------- |
| 부평1동 | Bupyeong 1(il)-dong  | 1,10    | 39 147               |
| 부평2동 | Bupyeong 2(i)-dong   | 2,28    | 17 356               |
| 부평3동 | Bupyeong 3(sam)-dong | 1,00    | 13 709               |
| 부평4동 | Bupyeong 4(sa)-dong  | 1,04    | 38 633               |
| 부평5동 | Bupyeong 5(o)-dong   | 0,83    | 35 709               |
| 부평6동 | Bupyeong 6(yuk)-dong | 0,80    | 15 815               |